# Ryn (gemeente)
De gemeente Ryn is een stad- en landgemeente in het Poolse woiwodschap Ermland-Mazurië, in powiat Giżycki.
De zetel van de gemeente is in Ryn.
Op 30 juni 2004 telde de gemeente 6068 inwoners.

## Oppervlakte gegevens
In 2002 bedroeg de totale oppervlakte van gemeente Ryn 211,21 km², waarvan:
- agrarisch gebied: 58%
- bossen: 21%

De gemeente beslaat 18,88% van de totale oppervlakte van de powiat.

## Demografie
Stand op 30 juni 2004:
| Omschrijving                   | Totaal | Totaal | Vrouwen | Vrouwen | Mannen | Mannen |
| ------------------------------ | ------ | ------ | ------- | ------- | ------ | ------ |
| eenheid                        | aantal | %      | aantal  | %       | aantal | %      |
| inwoners                       | 6068   | 100    | 3048    | 50,2    | 3020   | 49,8   |
| bevolkingsdichtheid (inw./km²) | 28,7   | 28,7   | 14,4    | 14,4    | 14,3   | 14,3   |

In 2002 bedroeg het gemiddelde inkomen per inwoner 1609,26 zł.

## Administratieve plaatsen (sołectwo)
Jeziorko, Knis, Kozin, Kronowo, Krzyżany, Ławki, Mioduńskie, Orło, Prażmowo, Rybical, Skop, Słabowo, Stara Rudówka, Sterławki Wielkie, Szymonka, Tros, Wejdyki.

## Overige plaatsen
Bachorza, Canki, Głąbowo, Grzybowo, Hermanowa Wola, Ławki PGR, Knis-Podewsie, Mleczkowo, Monetki, Mrówki, Ryński Dwór, Ryńskie Pole, Siejkowo, Skorupki, Zielony Lasek.

## Aangrenzende gemeenten
Giżycko, Kętrzyn, Mikołajki, Miłki, Mrągowo